# Малышев, Иван Фёдорович
Иван Фёдорович Малышев (1918—1995) — советский и российский учёный, конструктор электрофизических установок, доктор технических наук (1966), профессор (1974), лауреат государственных премий.

## Биография
Родился в 1918 г. в д. Волот Новгородской губернии в многодетной крестьянской семье.
С 1933 г. работал в Ленинграде слесарем, шофёром.
С отличием окончил ЛЭТИ (1941) по специальности «электрические машины» и несколько месяцев был аспирантом И. В. Курчатова в Ленинградском педагогическом институте им. М. Н. Покровского, одновременно работал на заводе «Электросила».
В 1941—1946 гг. служил в армии, старший техник-лейтенант. Участник войны (Ленинградский фронт), награждён орденом Красной Звезды (10.03.1944), медалью «За оборону Ленинграда» (1943).
С 1946 г. — в НИИ электрофизической аппаратуры (НИИЭФА, до 1960 г. ОКБ завода «Электросила»), зам. директора, главный конструктор.
При проектировании, разработке и изготовлении элементов мощного синхроциклотрона (1948—1950) был главным конструктором электромагнита, вакуумной камеры ускорителя, дуанта, резонансной линии и других узлов.
В дальнейшем осуществлял творческое руководство конструированием большинства созданных в НИИЭФА электрофизических установок.

## Научные труды
Автор более 100 публикаций и 70 изобретений.
Сочинения:
- Вакуумные системы электрофизических установок [Текст] / А. А. Глазков, И. Ф. Малышев, Г. Л. Саксаганский. — Москва : Атомиздат, 1975. — 192 с. : ил.; 20 см.

## Награды и звания
- Доктор технических наук (1966), профессор (1974).
- Сталинская премия 2 степени (06.12.1951) — за участие в проектировании, разработке и изготовлении элементов мощного синхроциклотрона[1].
- Ленинская премия (1970) — за разработку и ввод в действие протонного синхротрона ИФВЭ на энергию 70 ГэВ.
- Орден Трудового Красного Знамени (1951).